# Cementerio municipal de San Roque (Alcalá de Henares)
El Cementerio Municipal de San Roque de Alcalá de Henares (popularmente conocido como "el viejo") se fundó en 1834. Está considerado parte del patrimonio histórico y cultural de la ciudad complutense. En 2021 fue incluido en el listado de cementerios singulares de la Comunidad de Madrid.

## Ubicación
Este cementerio municipal se ubica, dentro de casco urbano, al noroeste de la ciudad, abarcando una superficie rectangular vallada de 39 000 m². La entrada principal a esta necrópolis se sitúa en su fachada sur, por la calle del Chorrillo. Al norte lo limita el Arroyo Camarmilla, al oeste el camino del Cementerio, y al este, edificios de pisos.

## Historia

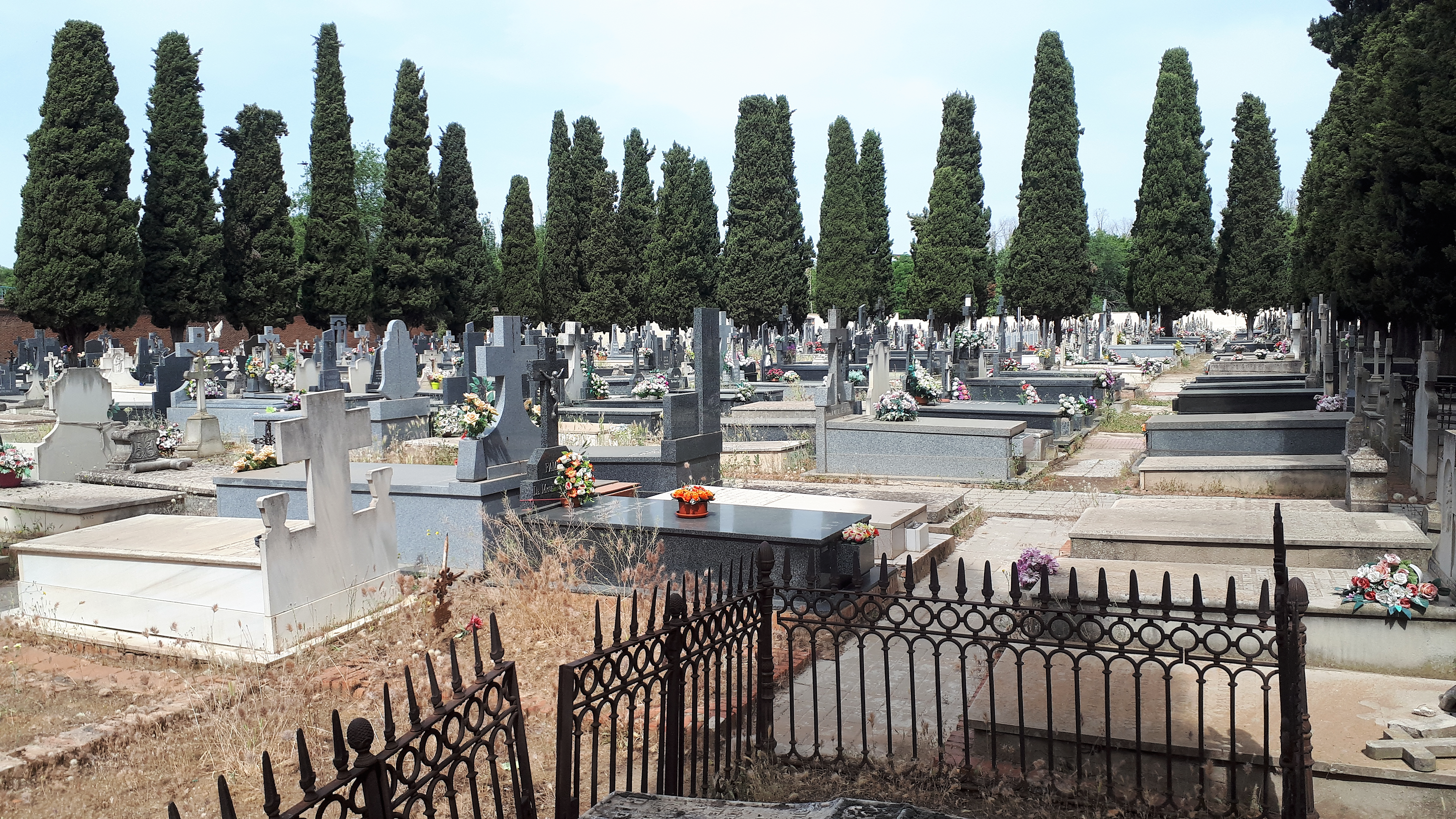
Vista panorámica de un cuartel del Cementerio.

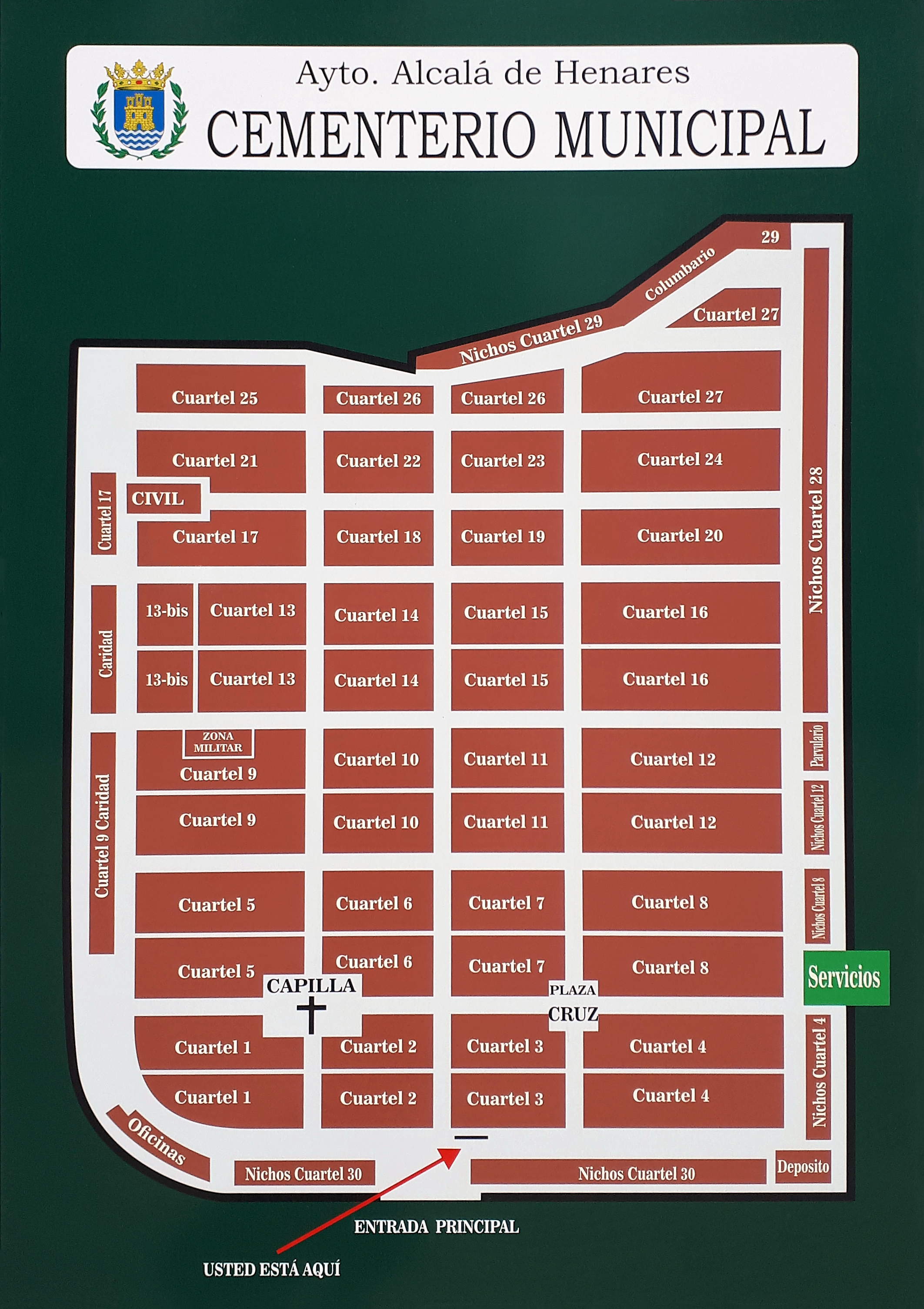
Plano del Cementerio de San Roque de Alcalá de Henares.

En 1787, una real cédula de Carlos III determinó, basándose en ideas higienistas, que los enterramientos se realizaran fuera de las iglesias por considerarlos insalubres, ordenando la construcción de cementerios al aire libre y fuera de las ciudades. En 1817 el gobernador de la provincia de Madrid hizo un requerimiento al  Ayuntamiento complutense, por incumplir dicha ordenanza; pero ante la falta de fondos, se usaron la ermita de San Isidro y la de Doctrinos para sepultar los cadáveres fuera de la urbe. Y se ofreció, sin éxito, el convento del Santo Ángel (popularmente denominado "Gilitos") para construir el camposanto requerido. 
En 1820 el Gobernador de Madrid propuso la ermita de San Roque (actualmente desaparecida) para hacer en su entorno la obra, contando con la ayuda del Regimiento de Zapadores acuartelado en la ciudad. Finalmente, el 11 de mayo de 1834 se iniciaron los enterramientos en el nuevo camposanto. En 1864 el arquitecto Tomás Aranguren realizó la primera ampliación, hacia el este, de 1705 m². En el reglamento publicado el 29 de febrero de 1872 se le denominó, por primera vez, "Camposanto o cementerio de San Roque", aunque con el tiempo se dejaría de usar el apelativo de "San Roque".
En 1890 se publicó un nuevo reglamento, en el que se indica la incorporación de un cementerio civil. Y cinco años después, el arquitecto municipal Martín Pastells planificó una serie de obras, principalmente en los muros del recinto, y una ampliación 29 600 m² que culminaron en 1903. 
En 1936 se plantea un proyecto de ampliación por el arquitecto municipal José de Azpiroz, que finalmente se materializó en los años 1950; ampliándose también en los años 1960 y 1970; e instalando los  nichos en los 1980. Estas ampliaciones, hacia el norte, cesaron al alcanzar el cauce del arroyo Camarmilla.
Entre abril de 1939 y febrero de 1948, durante la postguerra española, hubo 286 fusilados mediante ejecuciones  políticas, en dos zonas del cementerio: la parcela de caridad (el "zanjón") y el cementerio civil. Han sido numerosas las actuaciones de la Asociación de Memoria Histórica (ARMHADH) para dignificar estos lugares de enterramiento de la represión franquista en la postguerra alcalaina. El 6 de septiembre de 1947 explotaron los  polvorines militares situados en el cerro Zulema, ocasionado 24 víctimas mortales, originado uno de los enterramientos más multitudinarios que se recuerda.
Ante la falta de espacio, en 1992 se inauguró una segunda necrópolis municipal, el "Cementerio Jardín de Alcalá de Henares" (popularmente denominado "el nuevo"). Con una superficie de 32 hectáreas, situado en la carretera de Pastrana, y próximo al río Henares. Por lo que el otro cementerio se empezó a denominar "el viejo". En 2006 el exalcalde Arsenio Lope Huerta propuso retomar su nombre original, "Cementerio de San Roque", recuperando oficialmente dicha denominación en 2022.

## Estructura
A pesar de sus ampliaciones y reformas, su diseño conserva la forma ortogonal, buscando la simetría en su estructura. Su patio de sepulturas está dividido en treinta "cuarteles" (secciones rectangulares) separados por caminos y bordeados con cipreses. En este trazado geométrico se disponen 6646 tumbas, 1190 nichos, 68 urnas funerarias en un columbario y 8 panteones. El cementerio civil está situado al fondo, delimitado por pináculos de piedra (a diferencia de otros cementerio, que lo separan mediante muros). Todo el conjunto está rodeado de una tapia de ladrillo con zócalo de piedra, y contrafuertes adornados con pirámides, también de piedra. Los nichos y el columbario se ubican junto al tapial. La entrada actual se cierra con dos puerta de rejería sujetas a cuatro pilastras de piedra caliza.

## Arte y arquitectura

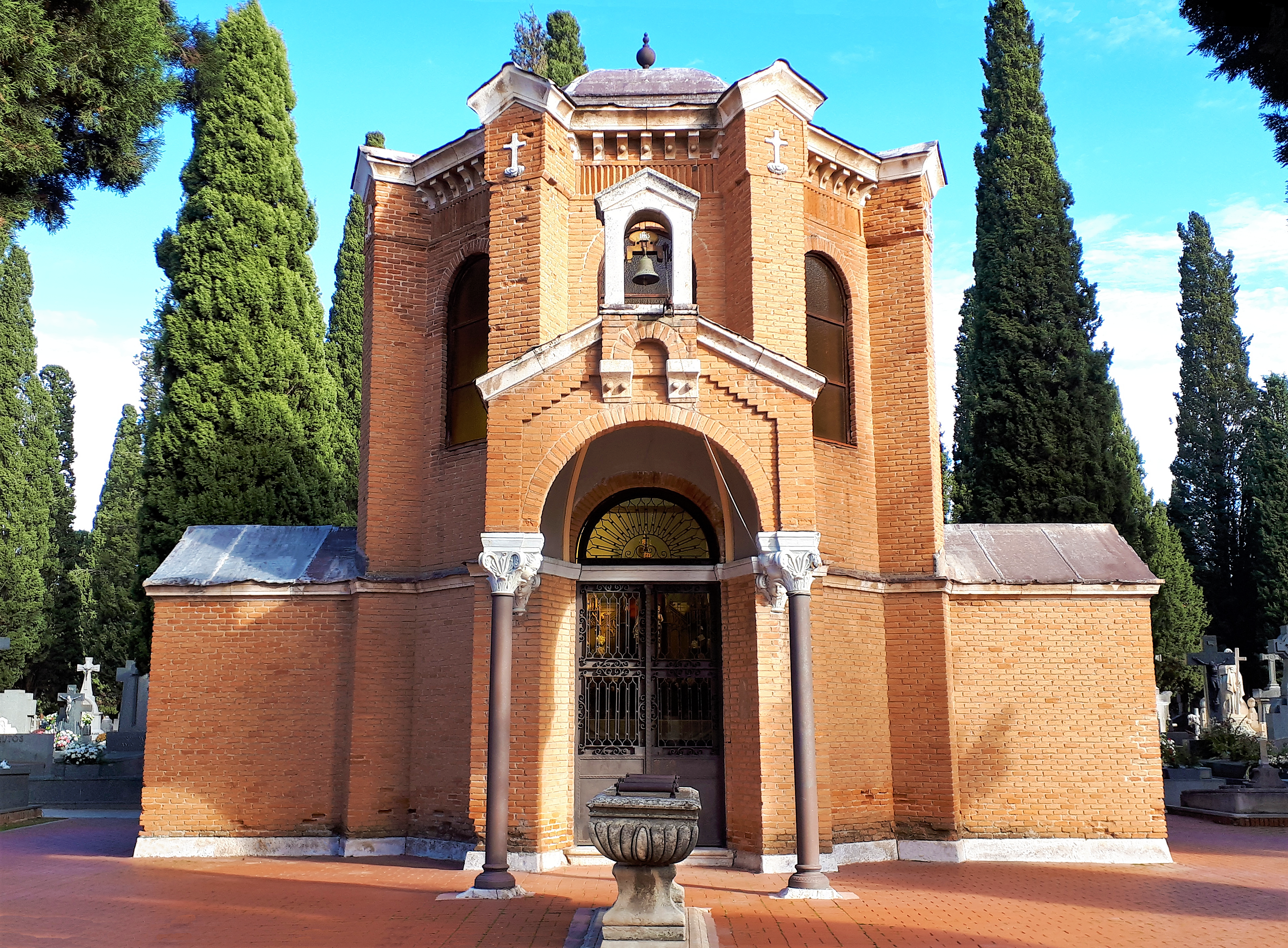
Capilla del cementerio (Adolfo Fernández Casanova, 1873).

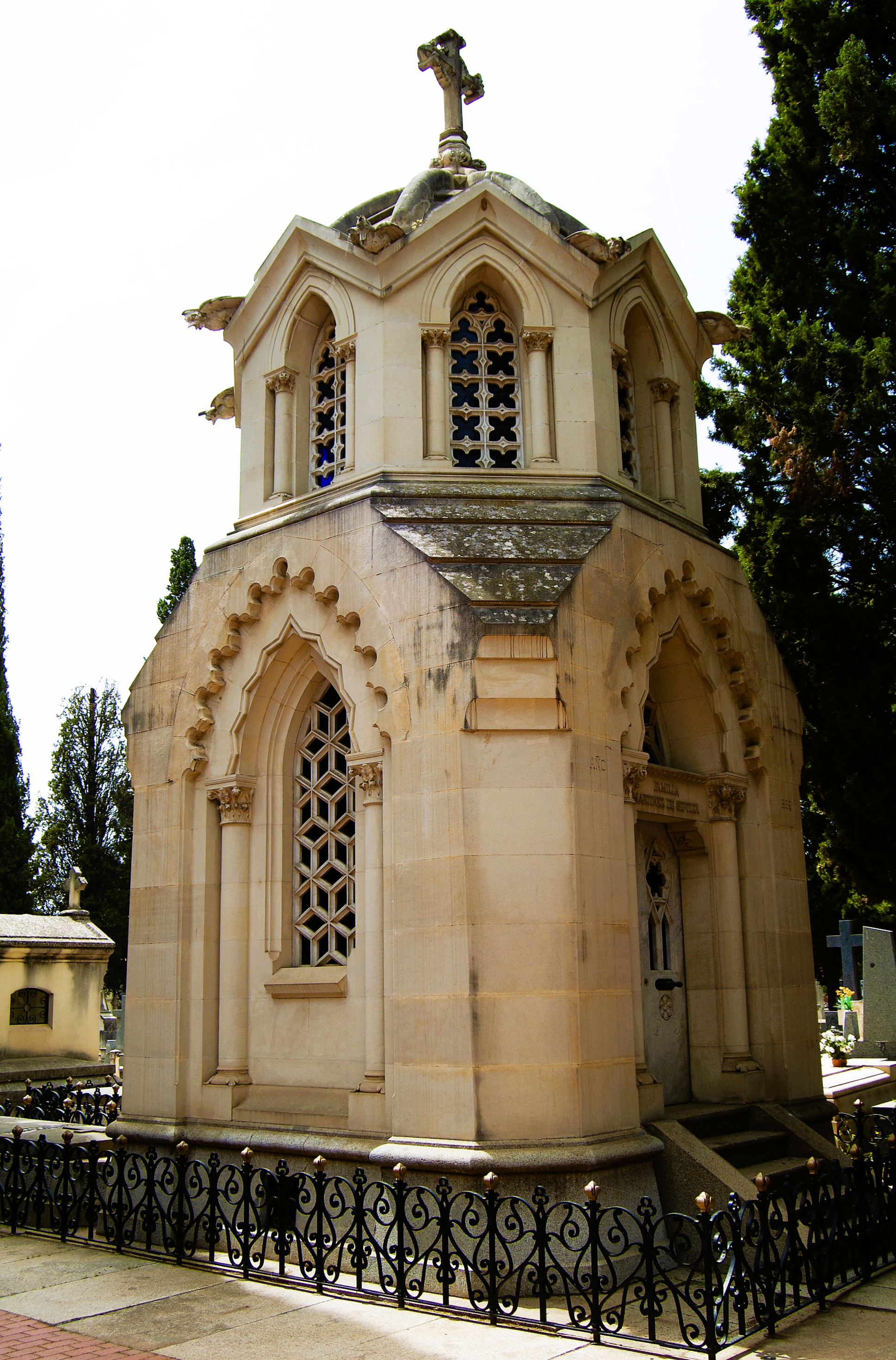
Panteón de la familia Martínez de Septién (1898).

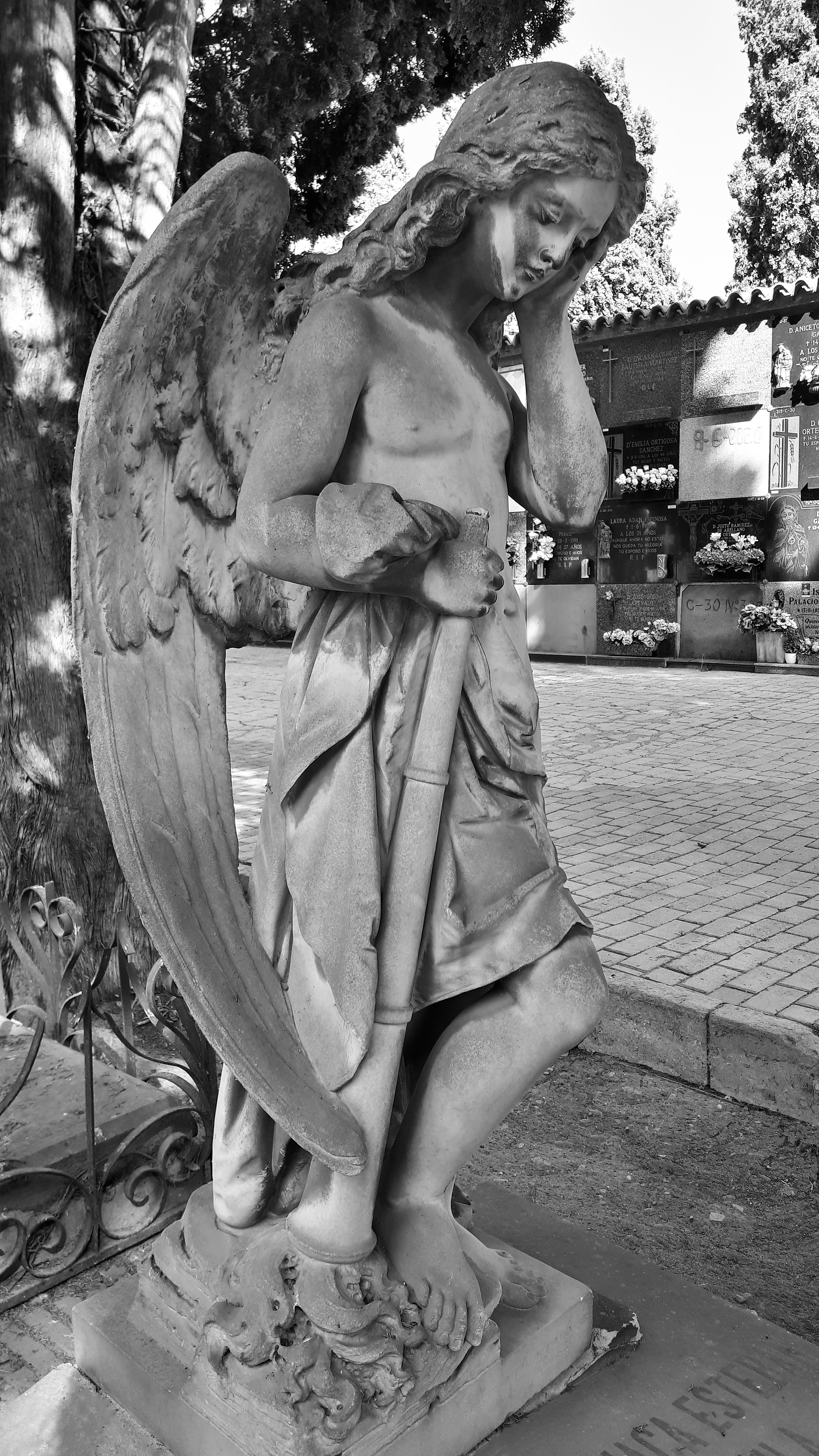
Escultura de un ángel doliente con antorcha invertida (Berenguer, 1878-1895).

El cementerio, además de su función básica de enterramiento, es un espacio de memoria social y de arte. El arte funerario expresa la riqueza cultural e histórica de la ciudad. Los valores artísticos en forma de elementos arquitectónicos son la capilla, los panteones y las esculturas.
La arquitectura de sus edificaciones es ecléctica, con predominio del uso del ladrillo frente a la piedra. La actual capilla fue diseñada por el arquitecto municipal Adolfo Fernández Casanova en 1873; es obra de ladrillo visto, planta octogonal, dos habitaciones laterales, contrafuertes, cúpula y espadaña de piedra.
Se ubican ocho panteones, destacando por sus mayores dimensiones y detalles artísticos los de las familias Martínez de Septién, Aragón Merino, Corral y del Campo. Los tres primeros en piedra (granito y caliza) y el último en ladrillo. De arquitectura sobria, entre el neomudéjar y el neobizantino.
La estatuas que adornan algunas de sus tumbas, sobre todo las más antiguas, son de materiales muy diversos con predominio de la piedra caliza y el mármol. Mayoritariamente su simbología es católica: cruces, cristos, vírgenes, santos y ángeles. Aunque también hay figuras alegóricas de la fe, o sin atributos religiosos pero con gestos dolientes, plorantes y suplicantes. A veces, portan elementos asociados a la muerte o a la vida eterna,  como una antorcha o una guirnalda de flores.
Otros elementos singulares son la "Farola del cementerio" (1881) y la "Cruz de los caídos" (José de Azpiroz, 1949).

## Personas enterradas
En las tumbas se registran los nombres y las fechas de varias generaciones de alcalaínos y su memoria social. Huella significativa de casi dos siglos de la historia de Alcalá de Henares, que permite recordar personas, familias, sucesos e incluso instituciones.
A las familias ya mencionadas se unen los Azaña (sin embargo, no está Manuel Azaña) o los Huerta (que cuenta con seis alcaldes entre sus miembros).
A nivel individual destaca la tumba de Anastasio Hernández Montalvo (fundador de la sección local de la Adoración Nocturna) por la originalidad de su monumento funerario, de forma triangular, de 1934. O por su singularidad, un obelisco dedicado por los "librepensadores a José Duce García", en su enterramiento laico de 1912. En el cementerio civil yacen presos republicanos fusilados tras la Guerra Civil, suicidas y no católicos. 